# Komondor
Komondorul este o rasă de câine ciobănesc din Ungaria, din grupa ciobănești și câini de turmă (cu excepția raselor elvețiene).

## Denumiri
- În latină Canis familiaris pastoralis villosus hungaricus .
- Denumire oficială FCI: Komondor.

## Istoric
Originar din Asia, este supranumit "regele câinilor ciobănești". Originea exactă a rasei este încă disputată. Apariția și evoluția lui pe teritoriul Ungariei este pusă fie pe seama triburilor  maghiare, care s-au instalat în bazinul panonic în sec. IX., fie a celor de cumani care au stabilit pe teritoriul Ungariei între secolele XII.-XIII. Din cazul ăsta se presupune că termenul este derivat din numele poporului cuman (komon=cuman, dor=căine, adică: căinele cumanilor). Unii specialiști în lingvistică afirmă că numele raselor de origine maghiară komondor, kuvasz, kopó provine din limba sumeriană, din cuvăntul ku (ku, kudda=kutya, ku-man-dor=komondor, ku-assa=kuvasz, ku-po=kopó). Prima menționare scrisă despre această rasă figurează din anul 1574 de către Péter Kákonyi în Astiagis király históriája: 
Pásztor nézi vala, gyermeket szoptatja/
Egy fias kamondor és körül forogja,/
Vadak, madaraktól igen oltalmazza,/
És melegségével gyermeket táplálja./
Onnat a gyermeket pásztor el-felvevé,/
Város felé pásztor ütet vinni kezdé,/
A kamondor addig ugatva követé/
Míg házacskájában pásztor el-bevivé.
Comenius în Orbis sensualium pictus quadrilingvis din 1685 descrie folosirea komondorului de către păstori. Creșterea și selecționarea rase s-a început în jurul anului 1841, iar astăzi în Ungaria rasa este declarată patrimoniu național prin lege, fiind interzise orice ameliorări și transformări (Decizia OGY, anexa 32/2004 (IV. 19)).  Aspectul său ieșit din comun, dat de blana grupată în șuvițe împășlite, lungi, dispuse uniform în straturi succesive, sugerează o înrudire cu rasele de câini Puli și Bergamasco. De asemenea, unele trăsături fizice și de caracter sugerează o legătură între acești câini și puternicul Ciobănesc Rusesc (South Russian Ovcharka). Este de la sine înțeles că acești câini au apărut inițial într-un areal cu climat extrem de aspru, fapt pentru care și-au dezvoltat blană foarte deasă și densă, cu fir special. Astăzi Komondorul este o rasă destul de comună în țara sa de origine, refăcându-se după dificila perioadă reprezentată de cel de al Doilea Război Mondial. Atunci au fost ucise foarte multe exemplare pe timpul luptelor acerbe purtate pe teritoriul maghiar, tradiția locală menționând că sacrificarea lor a fost motivată de riposta îndărjită împotriva celor care pătrundeau pe proprietățile unde acești câini erau „la datorie”. Multe exemplare au murit în aceste lupte, rasa devenind rară după sfârșitul războiului. Exportarea lor din Ungaria devenise dificilă în această perioadă datorită turbulențelor din viața politică și economică. În cele din urmă, în anii 1930, Komondorul și-a făcut intrarea și în Statele Unite. Datorită calităților sale este un foarte bun câine de pază.

## Caracteristici principale
Komondorul este un ciobănesc cu aptitudini extrem de puternice de apărător. Este inteligent, independent, hotărât și încăpățânat. Are tendință de a fi rezervat față de străini, văzându-și familia ca o turmă care trebuie protejată. Are un simț foarte dezvoltat al teritoriului, motiv pentru care trebuie atent supravegheat cănd sunt în preajma musafirilor. Komondorul este loial cu membrii familiei și necesită foarte puțină mișcare. Nu este un căine zgomotos dar întotdeauna este vigilent cu prădătorii. Nu ascultă decăt de un stăpân, căruia îi este fidel și devotat. Are o mare forță în luptă și un aspect ce provoacă frică. Este deosebit de rezistent, perseverent, cu un caracter independent și voluntar. Posedă o blană imensă, care-l apără de frig, căldură și de mușcături. Preferă viața în spațiul liber, dar nu este refractar la confortul asigurat de stăpân.
Komondorul este făcut pentru rolul de câine ciobănesc. Este robust, rezistent și posedă o „armură” impresionantă.
Această blană voluminoasă le asigură o protecție foarte eficientă atât împotriva temperaturilor scăzute, cât și a celor ridicate, dar, în același timp, reprezintă un disconfort în cazul unui climat umed.  Este un câine foarte curajos, excelent luptător și mereu alert. A fost folosit cu predilecție ca paznic și protector al turmelor de ovine, bovine și a hergheliilor. Blana sa îl ajută să se integreze foarte bine în ansamblul turmei de oi, făcându-l să semene cu una din acestea. Acest lucru i-a conferit mereu un avantaj pentru a contracara foarte rapid și prin surprindere atacurile prădătorilor, fie ei urși sau lupi. În lupta cu prădătorii Komondor rămâne protejat de blana sa păsloasă, permițându-i să riposteze în forță și să se impună.

## Aspectul exterior și dimensiunile
Standardul FCI. grupa 1., secțiunea 1. Ciobănești; nr. 53 / 13.09.2000 / GB.
Blana albă, cu „șnururi" a Komondorului este unică, adesea descris ca având dreadlock. Șnururile au textura pâslei, având aspectul unui cap de mop. Ca pui, au părul pufos și ondulat. Pielea este pigmentată, gri. Komondorii sunt robuști și puternici.
Înălțimea la nivelul greabănului la masculi este minim 70 cm, la femele minim 60–65 cm. Greutatea corporală este între 40-60 kg.

## Comparativ: rase înrudite
- South Russian Ovcharka
- Cane da pastore Bergamasco